# Oedohysterium sinense
Oedohysterium sinense är en svampart som först beskrevs av Teng, och fick sitt nu gällande namn av E. Boehm & C.L. Schoch 2009. Oedohysterium sinense ingår i släktet Oedohysterium och familjen Hysteriaceae.   Inga underarter finns listade i Catalogue of Life.